# イギリス陸軍航空隊

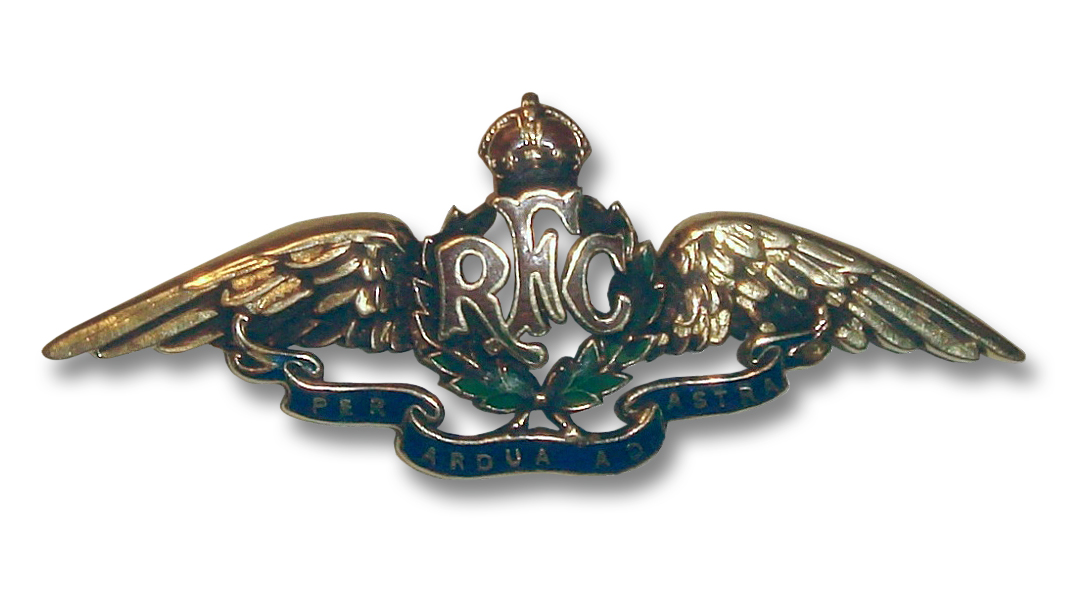
RFCの帽章

イギリス王立陸軍航空隊（イギリスおうりつりくぐんこうくうたい、Royal Flying Corps、RFC）は第一次世界大戦の時期のイギリス軍の陸上航空部隊である。1918年4月にイギリス海軍航空隊と統合され、イギリス空軍の母体となった。創設の経緯からも分かるように本来は陸海軍の統合組織であり、直訳ではイギリス軍航空隊であるが、創設後間もなく海軍部隊が離脱している。以下、RFCと記述する。
大戦初期におけるRFCの任務は、専ら砲兵との協同や写真偵察などの陸軍の支援であった。しかし徐々にRFCパイロットはドイツのパイロットと空中戦を行うようになり、大戦後半には敵の歩兵や砲兵陣地の掃射、ドイツの飛行場爆撃や、さらにはドイツの工業施設、輸送施設への戦略爆撃も行うようになった。

## 概要
第一次世界大戦勃発時、RFCは5個飛行隊（観測気球隊1個（第1）、飛行機隊4個（第2及び第3飛行隊は世界で最初の固定翼飛行機の部隊である。））で構成され、デヴィッド・ヘンダーソンが指揮していた。これらは1914年9月13日に初めて航空観測に使用されたが、効果を挙げたのはオーバーズ・リッジで無線通信に成功した1915年5月9日になってのことである。空中写真は1914年中に試みられたが、やはり効果を挙げたのは翌年になってからだった。1918年には写真画像は15,000フィートの高さから撮影できるようになり、3,000人以上の人員によって解析された。RFCの空気より重い航空機のパイロットはパラシュートは使用しなかった。のみならず第一次世界大戦中は、（カルスロップ・ガーディアンエンジェル・パラシュート（1916年モデル）が戦争終結までに採用されたにもかかわらず）空軍でも使用されなかった。ただし、気球搭乗員は終戦の3年前から着用していた。
1917年8月17日、ヤン・スマッツ将軍は空軍力の将来性に関するレポートを戦争委員会に提出した。彼は、その『敵地の荒廃化と、その産業や生活拠点の大規模な破壊』をもたらす潜在力から、陸軍や海軍と同じレベルの新しい航空軍を作るよう進言した。新しい軍の創設は、運用効率の下がっていたイギリス海軍航空隊（Royal Naval Air Service / RNAS）の人員や飛行機を西部戦線全域で活用化し、また当時航空機の取得にしばしば悪影響を与えていた陸海軍の間の対立に終止符を打つものだった。1918年4月1日にRFCとRNASが合併して新しくイギリス空軍（RAF）が創設され、新設の航空省の管轄下におかれた。1914年初めに兵員約2,073人であった組織は、1919年初めには4,000機の軍用機と114,000人の兵員を持つ空軍となっていた。

## 創設と草創期の経緯
航空機はまず偵察や砲兵の観測に関する費用対効果の優れた方法として認知され、1911年11月、帝国国防委員会は軍用航空の問題を調査するための小委員会を設置した。明くる年の2月、小委員会は、海軍ウィング（naval wing）、陸軍ウィング（military wing）、中央飛行学校および航空機工場から成る航空部隊を創設すべきであるという結論をまとめて報告した。委員会の提言は受け入れられ、国王ジョージ5世は1912年4月13日にRFC設立の勅許状に署名した。イギリス陸軍工兵隊の航空旅団は1ヶ月後の5月13日にRFCの陸軍ウィングとなった。
RFCの当初の人員は士官133名だったが、その年の終わりには12個の有人気球と36機の飛行機を有していた。RFCは当初陸軍訓練部隊の指揮官であるデヴィッド・ヘンダーソン准将の管轄下に置かれ、陸軍と海軍それぞれ別個の部隊を配下に置いていた。陸軍ウィングはフレデリック・サイクス陸軍少佐が、海軍ウィングはチャールズ・R・サムソン海軍中佐が指揮した。しかしイギリス海軍は陸軍とは異なる優先順位を持っており、またその航空機についてもより大きな権限を保持することを望んだため、1914年に海軍ウィングを正式に分離させ、イギリス海軍航空隊（Royal Naval Air Service）と改称した。しかし中央飛行学校の共同使用は維持した。
RFCのモットーは、「Per ardua ad astra（"Through adversity to the stars"）」であり、これはイギリス空軍（RAF）や他の連邦諸国空軍にも受け継がれている。
これはフレデリック・サイクスが下級士官たちに相談したときに提案された一つであり、下級士官の一人が読んでいたファンタジー小説「The People of the Mist」の冒頭文に由来する。
RFCの初の死亡事故は、ソールズベリー平原のストーンヘンジの近くで1912年7月5日に発生した。亡くなったのはラークヒル飛行場から飛び立ったユースタス・ロレーン大尉と観測員のR・H・V・ウィルソン曹長であった。事故の後、「飛行は今晩も通常通り続けられる」という命令が出され、これが伝統となった。
1912年8月、RFCのウィルフレッド・パーク中尉は突然のスピンから立ち直った初のパイロットとなった。それは彼がアブロ G型複葉機を操縦してまさに航続時間の世界記録を破ったときのことで、スピンに入ったのはソールズベリー平原のラークヒル飛行場の700フィート上空のことだった。4ヶ月後の1912年12月11日、パークはヘンドンからオックスフォードに向かって飛行中、操縦していたハンドレページ単葉機の墜落によって死亡した。

## 使用航空機

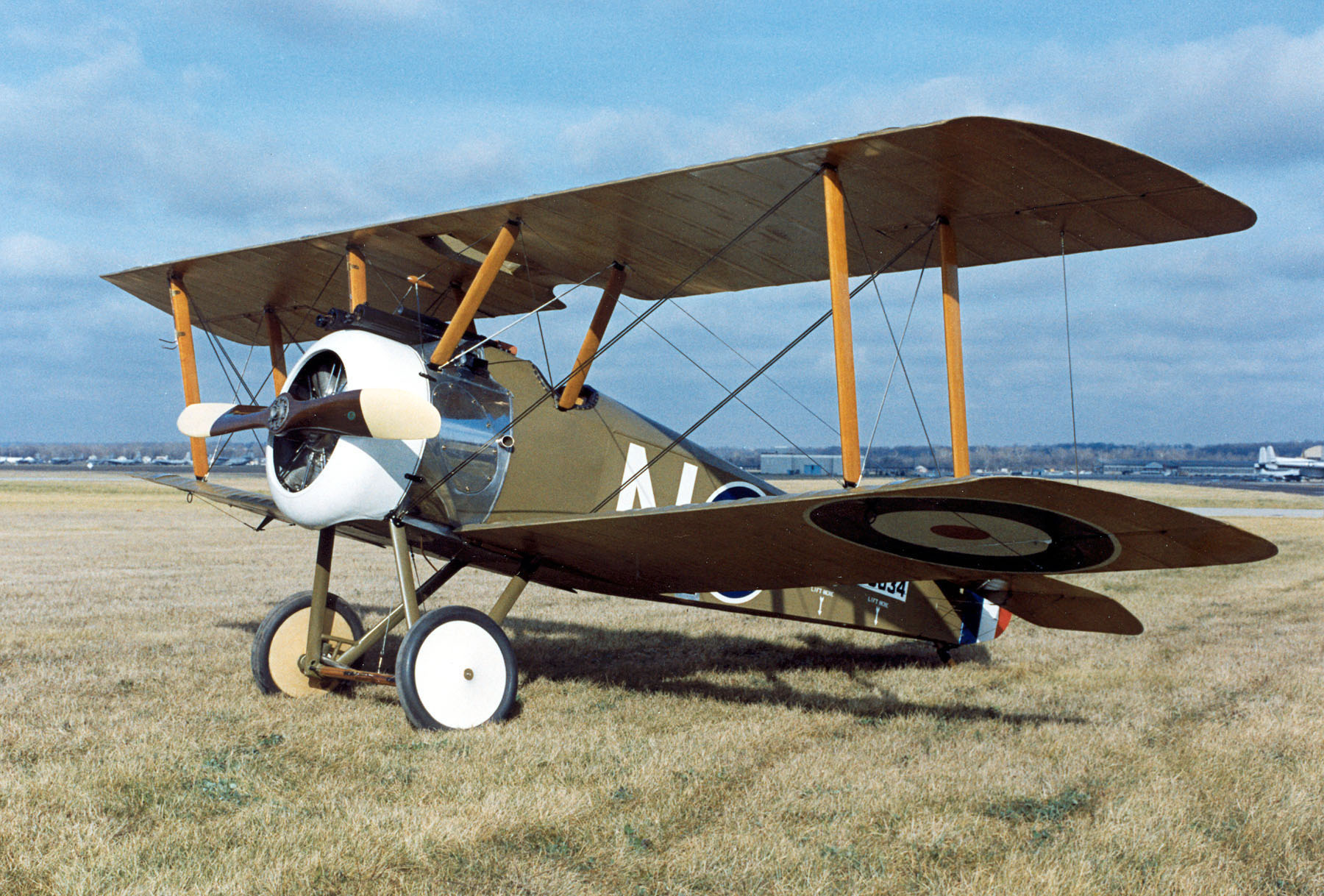
ソッピース キャメル

第一次世界大戦中にRFCが運用した航空機は以下のとおり。
- エアコー DH.1、DH.2、DH.4、DH.5、DH.9
- アームストロング＝ホイットワース F.K.8
- アブロ 504
- ブリストル F2A/F2B ファイター
- ハンドレページ O/400
- マーティンサイド G.100
- モラーヌ・ソルニエ バレット - パラソル式複葉機
- ニューポール 17、24、27
- ロイヤル・エアクラフト・ファクトリー B.E.2a, B.E.2b, B.E.2c, B.E.2e、B.E.12、F.E.2b、F.E.2c、F.E.2d、F.E.8、R.E.8、S.E5a
- ソッピース 1½ ストラッター、パップ、トライプレーン、キャメル、ドルフィン
- SPAD S.VII
- ヴィッカース F.B.5

## 組織

### 飛行隊
RFCの最初の3つの飛行隊（Squadron）のうち2つはイギリス陸軍工兵隊の航空旅団から編成された。第1中隊（気球中隊）は第1飛行隊に、第2中隊（重航空機中隊）は第3飛行隊になった。2番目の重航空機飛行隊である第2飛行隊は同じ日に編成された。
第4飛行隊は第2飛行隊から1912年8月に、第5飛行隊は第3飛行隊から1913年7月に編成された。
1918年3月末には、RFCは150個飛行隊を擁していた。
RFC飛行隊の構成はその指定のされた任務によってさまざまだったが、指揮官はおおむね少佐であり、その多くは飛行任務には就いていなかった。飛行隊の中の最小の作戦単位である飛行小隊（Flight）はA、B、C等の名前がつけられ、これは大尉が指揮した。「記録係士官（Recording Officer）」は大尉または中尉が務め、飛行隊管理部門の2、3人の下士官および10人の兵を指揮して情報将校および副官の役割を果たした。各飛行小隊は平均して6ないし10名のパイロット（および任務に応じて対応する数の観測員）と一人の上級下士官、それに兵36名（機付兵、整備兵、金属加工係、武器係など）で構成されていた。平均的な飛行隊ではこの他の定員として装備係士官1名、武器係士官1名（いずれも兵5名付き）と輸送係士官1名（兵22名付き）がいた。

### ウィング
RFCでは複数の飛行隊を合わせてウィング（Wing、航空団）を編成した。
RFCは設立時点では統合部隊たることを目指しており、イギリス陸軍とイギリス海軍の間に存在する対抗意識に新たな解決をもたらすことが期待されていた。それは、陸軍と海軍の間に染み付いている敬遠感情をRFC内部では払拭するのに必須のものであると考えられた。そのため、部隊は当初、陸軍ウィング（Military Wing）と海軍ウィング（Naval Wing）の2つの「翼」に分けられていたが、海軍ウィングは1914年までにイギリス海軍航空隊としてRFCから独立した。
1914年11月までにはRFCの組織はかなり拡大しており、数個飛行隊を統括する組織単位を作る必要があると考えられた。その組織名としては「ウィング（航空団）」が再利用されることとなった。
陸軍ウィングは廃止となり、イギリス本国に拠点を置く部隊は管理ウィング（Administrative Wing）として再編成され、フランス駐在のRFC戦隊は、新たに編成された第1ウィングと第2ウィングの傘下に入った。第1ウィングはイギリス陸軍第1軍の、第2ウィングは第2軍の支援を行った。
RFCの規模の拡大とともにウィングの数も増加した。第3ウィングが1915年3月1日に編成され、4月15日には第5ウィングが誕生した。その年の8月には第6ウィング、年11月には第7および第8ウィングが発足した。

### 旅団
サー・デヴィッド・ヘンダーソンは1915年8月にフランスから陸軍省に復帰すると、RFCの組織体系を拡大することを目的とした計画を陸軍評議会に提出した。それはRFCのウィング2個を組にして旅団を構成し、それぞれの旅団の指揮官には一時的に准将の階級を与えるというものだった。この計画はキッチナー卿の賛同を得、多くの下級参謀将校が反対したにもかかわらず実行に移された。
新たに設置された旅団は以下のとおりである（括弧内は設立日）。
- 第I旅団（1916年1月16日）
- 第II旅団（1915年10月23日）
- 第III旅団（1916年1月16日）
- 第IV旅団（1916年4月1日）
- 第V旅団（1915年12月15日）
- 第VI旅団（1916年1月15日）
- パレスチナ旅団（1917年10月5日）[11]
- 第VII旅団（1917年10月）
- 第VIII旅団（1917年12月28日）

第IX、第Xおよび第XI旅団はイギリス空軍となってから編成されたためRFC組織としては存在しない。

## 基地

### イギリス国内
- ラークヒル（Larkhill） 1912年-1914年
- ホルトン（Halton）基地 1914年-（現在は訓練拠点）
- ワイトン（Wyton）基地 1916年-1918年
- ワディントン（Waddington）基地 1916年-1918年
- ノースオルト（Northolt）基地 1915年-1918年
- マーラム（Marham）基地 1916年-1918年
- ショーベリー（Shawbury）基地 1917年-1918年
- レークンヒース（Lakenheath）基地 1914年-1918年
- モナ（Mona）基地 1915年-1918年
- アンドーバー（Andover） 1912年-1918年（現在も陸軍航空隊（AAC）が使用）
- バイスター（Bicester）飛行場 1917年-1918年
- ロンドン・ビギンヒル空港 1917年-1918年
- ロンドン・サウスエンド空港 1914年-1918年
- キャタリック（Catterick）基地 1914年-1918年
- ドンカスター（Doncaster）基地 1916年-1918年
- エルシャム・ウォルズ（Elsham Wolds）基地 1916年-1918年
- フィニングレー（Finningley）基地 1915年-1918年
- ヘムズウェル（Hemswell）基地 1916年-1918年
- ホーンチャーチ（Hornchurch）基地 / サットンズファーム（Suttons Farm）飛行場 1915年-1918年
- フートン・パーク（Hooton Park） 1917年-1918年
- ケンレー（Kenley）基地 1917年-1918年
- マンストン（Manston）基地 1915年-1918年
- ノースウィールド飛行場（North Weald Airfield） 1916年-1918年
- モールスワース（Molesworth）基地 1917年-1918年
- アプエイヴォン（Upavon）基地 1912年-1918年 - 現在はイギリス陸軍が使用し、「トレンチャード・ライン」と呼ばれている。
- アッパー・ヘイフォード（Upper Heyford）基地 1916年-1918年
- アスワース（Usworth）基地 1916年-1918年
- イェーツベリー（Yatesbury）基地 1916年-1918年 - 『The History of RAF Yatesbury』（ISBN 0954823605）参照
- マートルシャム・ヒース（Martlesham Heath）基地 1917年-1918年
- パートン飛行場（Perton Airfield）
- ネザーエイヴォン（Netheravon）基地
- ターンハウス（Turnhouse） - スコットランド
- ミッドロージアン（Midlothian） - スコットランド

### カナダ
RFCカナダ（Royal Flying Corps Canada）は、カナダの地で航空要員の訓練を行うためにRFCによって1917年に設立された。基地はオンタリオ州南部に置かれた。
- キャンプ・ボーデン（Camp Borden） 1917年-1918年
- アーマー・ヘイツ（Armour Heights）飛行場 1917年-1918年 - 飛行訓練および飛行訓練教官の特別飛行学校
- リーサイド空港（Leaside Aerodrome） 1917年-1918年 - 砲兵との協同訓練校
- ロングブランチ空港（Long Branch Aerodrome） 1917年-1918年
- カーチス（Curtiss）飛行学校 1915年-1918年 - トロント島ハンランズポイントの飛行艇基地。学校本体と格納庫はロングブランチにある。操縦士訓練
- デゼロント（Deseronto）飛行場 - オンタリオ州デゼロント。操縦士訓練
- キャンプ・モホーク（Camp Mohawk）およびキャンプ・ラスバーン（Camp Rathburn） - オンタリオ州ベルビル付近のティエンディナガ（Tyendinaga）族先住民居留地。操縦士訓練
- ハミルトン（Hamilton） - 武器学校
- ビームズヴィル・キャンプ（Beamsville Camp） - 空中戦

### その他
- サントメール（フランス） - 司令部
- イスマイリア（エジプト） - 訓練
- アブキール（エジプト） - 訓練
- アブスエイル（Abu Sueir、エジプト） - 訓練
- エルフェルダン（El Ferdan、エジプト） - 訓練
- エルリマル（El Rimal、エジプト） - 訓練
- キャンプ・タリアフェロ（Camp Taliaferro、アメリカ合衆国北部テキサス） 1917年-1918年 - 訓練

## 第一次世界大戦
RFCはまた西部戦線での観測気球の運用とそれへの人員配置に責任を有していた。イギリス海外派遣軍(BEF)は1914年8月にフランスに到着したときには観測気球を持っておらず、1915年4月まで気球中隊が配備されなかったため、フランス気球隊の助力を仰いでいた。イギリス最初の気球隊は1915年5月8日に到着して、オーバーズリッジの戦いから活動を始めた。気球隊の活動はその後大戦を通して続いたが、気球の実戦での使用は非常に危険であり、損傷を受けるか破壊されるまで2週間もつのがやっとだった。またその成果も観測員の専門知識に大きく依存しており、気象条件にも左右された。
気球は敵の砲火の射程外に置く必要があるため、前線からしかるべき距離を取るか、作戦区域の外に配置しなければならなかった。それにもかかわらず、凧式気球によって得られる安定的なプラットフォームは、カメラにとって、当時、航空機よりもふさわしいものだった。
大戦の前半、地上軍の展開は進んだが、航空機の数に関してはフランス空軍がRFCを圧倒しており、より多くの戦闘を行っていた。初期の航空機であったにもかかわらず、RFC指揮官ヒュー・トレンチャードの積極的な作戦指揮と、敵を釘付けにしようとする継続的な積極姿勢の採用は、多くの勇敢な戦果と高い犠牲（1916年中に700人）につながった。この損害率はさらに悪化して1917年4月には最悪となり、「血の4月」と呼ばれることとなった。
多大の犠牲を払いながらも、この積極姿勢は、陸軍の参謀たちに、ドイツ軍の数と位置についての貴重で新鮮な情報を、写真や目視偵察の形で大戦期間を通じて提供し続けた。

### 1914-15年

#### イギリス海外派遣軍との初期の作戦
戦争開始時点で第1飛行隊は気球を装備していたが、第2、第3、第4および第5の4個飛行隊には飛行機が配備されていた。
RFCの最初の犠牲者が出たのは部隊がまだフランスに到着する前のことだった。1914年8月12日、ロバート・R・スキーン中尉とレイ・バーロウ機上整備員の乗った飛行機は、おそらく過荷重のために、ドーバー付近でのRFC部隊との会同に向かう途中で墜落した。スキーンは飛行機で宙返りを行った初めてのイギリス人だった。
1914年8月13日、第2、第3および第4飛行隊に属する60機の飛行機は、フランスのイギリス海外派遣軍（BEF）に向けてドーバーを発進した。第5飛行隊も数日後に加わった。彼らはイギリス海峡をドーバーからブローニュ＝シュル＝メールまで横断するコースを取った。そしてそこからソンム湾までフランス沿岸部を進み、アミアンまで川をたどって内陸に入った。BEFがモブージュに前進するとRFCもそれに同行した。
8月19日、RFCは2機をもって大戦最初の任務である航空偵察を行ったが、大成功とは言いがたいものだった。2機は重量を切り詰めるために通常パイロットと観測員を乗せるところをパイロットのみで飛び立ち、それに悪天候も加わって2機ともコースを見失ってしまった。かろうじて任務を果たしのは1機だけだった。
4日後の1914年8月23日、RFCはモンスの戦いで初めて戦闘に参加した。そしてその2日後、空中での最初の勝利を得た。8月25日、C・W・ウィルソン中尉とC・E・C・ラバグリアティ中尉は、彼らが自分たちのアブロ機に燃料補給しているときに飛行場に接近したドイツのエトリッヒ タウベを強制着陸させた。別のRFC機が近くに着陸し、その観測員が近くの林までドイツ機のパイロットを追いかけた。
1914年8月22日、L・E・O・チャールトン大尉（観測員）と彼のパイロットであるビビアン・ヒュー・ニコラス・ウォダム中尉は、イギリス大陸派遣軍の側面に回りこもうとするドイツ第1軍の動きを目撃した。それによりBEF最高司令官サー・ジョン・フレンチ元帥はモンス付近における自軍の正面を編成し直し、備えることが出来た。
イギリスがモンスから退却すると、RFCもマルヌに後退した。その9月、RFCは、むき出しのフランス軍側面に対するフォン・クルックのドイツ第1軍の左旋回を確認することによって、再びその価値を証明した。第1軍の運動に関するこの情報は極めて重要で、これによってフランス軍の効果的な反撃が可能になり、またモンスのイギリス陸軍も包囲を免れることができた。
イギリス大陸派遣軍司令官サー・ジョン・フレンチによる9月7日付の最初の公式報告には、以下のように書かれている。
「小官は諸卿に対し、特に、サー・デヴィツド・ヘンダーソン指揮下のイギリス陸軍航空隊によってなされた賞賛に値する業績について述べるものである。彼らの技術、活力そして忍耐はすべて、いかなる栄誉をもってしても称えきれるものではない。彼らは小官に極めて完全かつ正確な情報を提供し、それは作戦指揮に当たって計り知れない価値をもつものであった。彼らは、絶えず敵味方双方の砲火を浴びながらも、いかなる天候にあっても飛行を躊躇せず、その勇敢さを失うことはなかった。のみならず、実際に空中で戦うことによって、彼らは敵の飛行機の5機を破壊することにさえ成功した。」

#### マーキング

国籍標識

大戦初期の陸軍航空隊の航空機は国籍標識を付けていなかったが、友軍の地上部隊から砲撃されるにおよんで、各飛行隊ごとにさまざまなスタイルのイギリス国旗の標識を翼（しばしば胴体側面や舵にも）に描くようになった。しかし大きな赤い聖ジョージ十字はドイツの航空機に描かれた十字と間違えられやすかったため、1915年後半になって、友軍であるフランスの円形章（ラウンデル）の配色を逆（外側が青の円）にしたものを正式に採用した。その際、フランスの方式と異なり、翼だけでなく胴体側面にもそれを描いた。主に空中での同士討ちを避けるためにRFC所属機の方向舵は、フランス三色旗の赤・白・青のストライプに塗り分けられた（これもまた、同盟国フランスのそれに合わせよという命令によるものだった）。
戦争後期には、夜間に行動する航空機（特にハンドレページ O/400）のために「夜間標識（ナイト・ラウンデル）」が使われた。これは昼間用の標識から、非常に目立つ白い輪を取り除いたものである。

#### 役割と責任
9月後半に行われた第一次エーヌの戦いにおいて、RFCは初めて砲の照準の支援と航空写真の撮影のために無線電信を利用した。16,000フィート上空からは、写真乾板は前線を2マイル×3マイルにわたって鮮明に捉えることが出来た。1915年、JTCのムーア＝ブラバゾン中佐は、最初の実用的な空中カメラを設計した。この半自動式カメラは部隊の最重要品となり、RFCはただちに写真偵察機の数を増加させた。カメラは通常胴体側面に取り付けられるか、あるいは床面の穴を通して使用された。
西部戦線全体とその各所への経路の正確な調査がますます必要とされるようになり、広域航空写真はそれに不可欠なものとして常に求められるものとなった。航空写真は専ら、1915年中頃に導入されたイギリス陸軍の非常に詳細な一万分の一地図を編集するために使われ、1916年7月のソンムの総攻撃はすべて、こうした進歩した写真術を用いたRFCの航空写真に基づいていた。
RFCの最初にして最重要な任務の1つは弾着観測だった。パイロットにとって、砲兵の砲撃の結果を観測することは簡単なことだったが、問題はそれによる修正をどうやって砲兵陣地に伝えるかということだった。初めのうちはメモを書いて、それを回収可能な場所に落とす、というものだった。RFCは飛行機からの無線送信の実験を開始したが、困ったことに当時の送信機は75ポンドもの重さがあり、コックピットの空間すべてを塞いでしまうようなものだった。これはつまりパイロットが、飛行機を飛ばし、コースを確認し、弾着を観測し、その結果をモールス信号で送る、ということをすべて一人でやらなければならないということだった。またこの無線機は受信の出来ない送信専用のものだったので、パイロットは地上部隊からいかなる指示も質問も受けることができなかった。この任務は当初、第4飛行隊に設けられた特別な「無線小隊」によって遂行された。その後この小隊はヒュー・ダウディング少佐の指揮する第9飛行隊に拡大された。
敵戦線の後方へのスパイの投入という変則的任務もRFCは実行した。その最初の任務は1915年9月13日の朝に行われたが、これは失敗に終わった。飛行機は墜落し、パイロットとスパイは重傷を負って捕虜となった（パイロットのT・W・マルケイ＝モーガン大尉は2年後に脱走してイギリスに戻った）。しかしそれ以降の任務はうまくいった。RFCはスパイの輸送に加えて、スパイが報告を本拠地に送り返すのに必要な伝書鳩を供給するという役割も果たした。1916年には司令部ウィングの一部として、これらの変則的な任務を行う特別任務飛行小隊が編成された。

#### サントメール
戦争が一般に「海への競争（Race to the Sea）」と呼ばれる移動戦の時期になると、RFCも再び前進した。1914年10月8日にRFCはサントメールに到着し、地域のレース場に隣接する飛行場に本部を置いた。数日のうちに4個飛行隊が到着し、そして続く4年の間、サントメールはRFCのすべての戦場活動の中心となった。ほとんどの飛行隊は他の場所に移る前の臨時中継地としてサントメールを使うだけだったが、RFCへの兵站支援が増加するにつれ、基地の重要性も大きくなっていった。

#### ヒュー・トレンチャードの采配
ヒュー・トレンチャードは、1915年8月から1918年1月までの期間、フランスに進出したRFCの指揮官を務めた。トレンチャードが統率したこの期間は、3つの優先事項によって特徴づけられる。まず第一に彼が強調したのは、地上軍への支援と協同であった。この支援はまず偵察および砲兵との協同から始まり、後には敵地上軍への戦術的低空爆撃も行うようになった。トレンチャードは原則的にはドイツへの戦略爆撃に反対しなかったが、彼の持つ戦力はあまりに少なく、また戦略的任務を最重要のものとは考えていなかったので、自らの部隊を長距離爆撃に用いることには反対した。第二に強調したのは士気であり、それはRFCの将兵についてだけでなく、より広く、航空機の存在が敵地上部隊の士気に及ぼすマイナスの影響も含んでいた。三番目は、積極的な攻勢の重要性に対するゆるぎない信念であった。この信念はイギリスの上級指揮官に広く持たれていたものだが、RFCの攻撃的な姿勢は多くの人員と器材の損失をもたらしたため、その効果を疑う者もいた。

### 1916年-1917年
1916年のソンムの戦いの前に、RFCは凧式気球飛行隊4個と気球飛行隊14個に加えて421機の航空機を集結させた。これらはイギリス陸軍の4個軍と協同するために4個旅団に編成された。1916年7月に始まったソンムの攻勢が11月に終結したとき、RFCは800機の航空機と252人の搭乗員を（種々の原因で）失っていた。
1917年の初め、連合国空軍は、ドイツ空軍の優勢が組織と機材（数はともかくとして）の両面で強化されていることに気づかされた。アルバトロス戦闘機を装備して新たに編成された「戦闘機中隊（Jastas）」は、RFCのますます旧式化してゆく航空機に膨大な損失を与え、「血の4月」と呼ばれる、RFCにとって大戦中最悪の運命をもたらした。
1917年4月9日に開始されたアラスの戦いを支援するために、RFCは25個飛行隊、合計365機を配備した。そしてその3分の1は戦闘機（スカウト）だった。イギリスは245機と、搭乗員の戦死・行方不明211名、捕虜108名という損失を被った。ドイツ航空部隊の損失はすべての原因によるものを合計しても66機に過ぎなかった。
しかし1917年夏までには技術的に進んだ次世代の戦闘機（例えばS.E.5、ソッピース キャメル、ブリストル F.2 ファイターなど）が導入され、その結果、撃墜や破壊による損失は減少し、一方敵の損害は増加した。
イギリス陸軍への近接支援や空陸協同作戦は1917年11月にはさらに発展していた。カンブレーの戦いにおいて、低空を飛行する戦闘機と、戦車および歩兵による前進縦隊は極めて効果的な協同作戦を展開した。
1917年におけるRFC搭乗員の戦死または行方不明は2,094名を数えた。

#### イタリア戦線
カポレットの戦いでイタリア軍がオーストリア＝ハンガリー軍およびドイツ軍に惨憺たる敗北を喫したことを契機として、1917年11月にはRFCの3個戦闘飛行隊（第28、45、66）と1個複座飛行隊（第34）がイタリア戦線に派遣された。

### 1918年
ドイツは、アメリカの工業力と兵力が西部戦線に登場する前に戦争に勝つための最後の手立てとして、1918年3月の攻勢を仕掛けた。攻勢開始後数週間にわたって、RFCの兵士は休みなく飛行し、ありとあらゆる飛行機を動員して（しばしば超低空から）地上軍を爆撃し、掃射した。そしてその間にも、流動的な地上戦の様子について重要不可欠な報告を送った。
RFCはドイツ軍の前進速度を緩めるとともに、連合軍が総崩れすることなく秩序ある退却を行うにあたって大きな貢献をした。戦いは4月12日にピークに達し、その日、新たに成立したばかりのイギリス空軍は大戦を通じてもっとも多くの出撃を行い、爆弾を投下した。しかしドイツ軍の前進を止めることの代償は大きく、400人以上の搭乗員と1,000機以上の航空機を戦闘で失うことになった。

#### 海軍航空隊（RNAS）との統合
1917年8月17日、ヤン・スマッツ将軍は将来の空軍力に関する報告書を戦争会議に提出した。彼はその中で、航空戦力の「敵国を荒廃させ、産業および人口の中心地を大規模に破壊する」潜在能力のゆえに、陸軍や海軍と同じレベルの新しい軍種が創設されるべきであると勧告した。
トレンチャードは日頃からRFCの目的が陸軍の（そしてRNASは海軍の）支援であると感じていて、新しい軍が均一なレベルの戦術航空支援を提供できないことを案じていた。彼はまたパイロットのキャリアも憂慮していた。RFCパイロットに対する要求は高かったため、その多くは消耗しきってしまい、戦闘を継続することができなくなっていた。パイロットはみな他の連隊からRFCに転属になった者たちだったので、その場合には元の部隊に戻ることができたが、別々の軍種になってはそういうわけにはいかないのだった。しかし新しい軍の創設は、西部戦線全域で活用されていないRNASの人員と機械を戦力化することでもあり、同時に、航空機の入手にしばしば悪影響を与えた陸海軍の間の対立を解消することでもあった。
1918年4月1日に、RFCとRNASは合併して新しい軍である「イギリス空軍（Royal Air Force）」が誕生した。イギリス空軍は新たに作られた空軍省の管理下に置かれた。1914年に2,073人ばかりの人員で発足した空軍は、年が明けた1919年初めには4,000機の戦闘用航空機と114,000人の将兵を擁していた。

### 終戦
大戦終結時、勤務中のパイロットは5,182人（イギリス空軍全体のちょうど2%）いた。1914年から1918年の期間のRFC / RNAS / イギリス空軍の死者・行方不明者は9,378名、負傷者は7,245名であった。作戦飛行時間はのべ約900,000時間を記録し、その間6,942トンの爆弾を投下した。RFCは、約7,054機のドイツの航空機ないし気球を破壊し、撃墜し、または強制着陸させたとしている。
第一次世界大戦の期間、RFC要員のうち11名がヴィクトリア十字勲章を授与された。当初、RFCは撃墜数を公表し、撃墜王を顕彰することをためらっていたが、結局、一般大衆の関心と、英雄を求める新聞によってこの方針は放棄され、例えばアルバート・ボール大尉の活躍などにより、軍隊のみならず「銃後」の士気も高める結果となった。
創設された後のごく短期間、イギリス空軍にはそれ以前に存在したLieutenant（中尉）、Captain（大尉）、Major（少佐）といった陸軍式の階級が存在していた。これらは1919年9月15日に公式に廃止されたが、このために、初期のイギリス空軍の記念碑や墓石には、現代のイギリス空軍にはもはや存在しない階級が記入されているものがある。典型的なものはジェームズ・マッカデンの墓碑であるが、ほかにも多くの例がある。

## 募集と訓練
多くの操縦士は、所属する連隊からRFCに転属するとまず観測員になった。RFCの地上要員（下士官兵も多かった）が観測員としての飛行勤務を志願した場合も補助飛行手当を支給された。観測員に対する正規の訓練は1917年まで行われておらず、彼らの多くは操縦士から飛行機に関する簡単な説明を受けただけで任務に赴いた。十分な資格を持つと判定されると、観測員には待望の片方の翼のついた徽章が与えられた。これは一身に所属するものであるため、一旦与えられたら剥奪されることはなかった。当初、RFCにおいては、他の大部分の初期の空軍と同じく、観測員が名目上航空機を指揮し、操縦士は「お抱え運転手」のような位置づけだった。しかし実際のところRFCではこれは早いうちに覆され、操縦士が航空機を指揮するようになった。当時の作戦用複座機のほとんどには（F.K.8を例外として）複操縦装置が備えられておらず、そのため操縦士の死亡や無能さは、通常、避けがたい墜落を意味していた。しかしそれにもかかわらず、基本的な操縦技術を獲得する観測員は多かった。経験豊かな観測員が操縦士訓練課程に選抜されることはごく普通のことだった。
飛行機搭乗員の志望者はみな、集団での基礎訓練を終えると士官候補生としてRFCに入隊した。その後、士官候補生はみなレディングとオックスフォードにあった軍事飛行学校に進んだ。そしてそこで理論学習を終えると、イギリス国内・国外にあった訓練飛行隊に配属された。
第60飛行隊の指揮官であったロバート・スミス＝バリー大佐は、訓練を終えたばかりの操縦士の技量の低さと、1915年から翌年に掛けての訓練中の死亡率の高さに驚愕した。彼は操縦士訓練のための包括的なカリキュラムを組んで、トレンチャードの合意のもと、イギリスに戻ると、1917年にゴスポートでその訓練思想を具体化した。効き目はすぐに現れ、訓練中の死亡事故は半分になった。
訓練カリキュラムは、座学による理論学習と、並行した飛行教練の組合せに基礎を置いていた。それは、訓練生に危険な機動をさせないのではなく、制御された環境下であえてそうした危険にさらし、その判断の誤りを正しく修正することを学ばせるためだった。
二重飛行教練は飛行に不適格なものを除くのに有効だった（入学者の約45%が該当した）。残った訓練生は次に教官（初期には、前線勤務の期限が満了してフランスの作戦部隊から休暇で戻されたパイロットが、特段の教官としての訓練を受けることなく務めていた）によって空中で教えられた。二重飛行訓練を10ないし20時間行った後、候補生は晴れて単独飛行に臨んだ。
1916年5月には、訓練中のパイロットに対し、空中での戦いのためのさらなる訓練が行われることになった。特別飛行訓練のための学校はターンベリー、マースク、セッジフォース、フェーストン、イーストフォーチュンおよびエアに置かれた。ひとまず訓練を終えたパイロットたちはそこで、ベテランの教官たちの監視のもと、模擬空中戦を行った。
1917年、アメリカとイギリスとカナダの各政府は、訓練のための統合部隊を作ることで合意した。1917年4月から1919年1月にかけて、オンタリオ州のキャンプ・ボーデンが訓練を担当し、飛行、無線、空中射撃および写真撮影を指導した。訓練を受けたのはRFCカナダのパイロット1,812人と、アメリカ合衆国のパイロット72人だった。訓練はオンタリオ州の他の数箇所でも行われた。
1917年から翌年に掛けての冬の期間に、RFCの教官はアメリカ陸軍の通信隊、3飛行場の合計約6,000人とともに、テキサス州フォートワース近くのキャンプ・タリアフェロ（Camp Taliaferro）で訓練を行った。訓練は過酷で、RFC士官と士官候補生合計39名がテキサスの地で死亡した。その地に埋葬された11名は1924年にイギリス連邦戦争墓所協会（Commonwealth War Graves Commission）の墓地に改葬された。現在、その地には彼らの犠牲に敬意を表する記念碑が建てられている。
エジプトには5箇所の補給ステーションに7個訓練飛行隊が配置されていた。
戦争が近付くにつれ、RFCは南アフリカ、カナダ、オーストラリアを含む大英帝国全体から要員を集めた。アメリカからは、アメリカ参戦前に200人以上がRFCに加わった。カナダ人は結局RFCの飛行機搭乗員のほぼ3分の1を占めるに至った。
戦争が進行するにつれて訓練はどんどん安全なものとなっていったが、それでも戦争の終りまでに訓練または事故で死亡した人員は約8,000名に上った。

## パラシュート
気球や航空機からのパラシュート降下は、ごくまれに事故もあったが、大戦の始まる数年前から見世物として人気があった。発明者であるエバラード・カルスロップは、1915年、特許を取ったパラシュートをRFCに提供した。1917年1月13日、ニュージーランド出身のクライブ・コレット大尉は、イギリス軍として初めて、空気より重い航空機からのパラシュート降下を行った。600フィートの高さから行ったそのジャンプは成功し、パラシュートは観測気球の乗員に支給されるようになったが、RFCと政府の航空委員会のお偉方は空気より重い航空機の搭乗員への支給には反対した。パラシュートの存在によって、緊急時のパイロットが戦いを続けるより航空機を捨てることを選ぶようになるのではないかと考えたのである。当時のパラシュートは重くて扱いにくく、その重さが加わることによってすでにぎりぎりの性能で飛んでいる飛行機に良からぬ影響が及ぶことが、一部の経験豊かなパイロットからも嫌われた。すべての単座機にパラシュートを装備せよと言う命令が出されたのはやっと1918年9月16日になってのことであったが、それすら大戦終結まで徹底されなかった。

## 人物

### 指揮官
RFCの実戦部隊の最高指揮官は以下のとおり:。
- 1914年8月5日-11月22日 - サー・デヴィッド・ヘンダーソン少将
- 1914年11月22日-12月20日 - フレデリック・サイクス大佐（臨時）[16]
- 1914年12月20日-1915年8月19日 - サー・デヴィッド・ヘンダーソン少将
- 1915年8月25日-1918年1月3日 - ヒュー・トレンチャード准将（のち少将）
- 1918年1月18日-1919年1月4日 - ジョン・サルモンド少将（イギリス空軍となってから後の期間を含む）

RFC実戦部隊の歴代参謀長は以下のとおり:
- 1914年8月5日-11月22日 - フレデリック・サイクス少佐
- 1914年11月22日-12月20日 - 空席
- 1914年12月20日-1915年5月26日 - フレデリック・サイクス中佐
- 1915年5月26日-1916年3月12日 - ロバート・ブルック＝ポーファム中佐
- 1916年3月19日-10月16日 - フィリップ・ゲーム大佐
- 1916年10月16日-1918年4月1日 - 不明
- 1918年4月1日-11月25日 - フランシス・フェスティング准将（イギリス空軍）

### 軍人として著名な人物
- アルフレッド・アトキー - 撃墜王
- ドナルド・カンネル - 撃墜王
- ジョージ・オーウェン・ジョンソン、CB、MC - 空軍中将（カナダ空軍）
- ヒュー・ダウディング - バトル・オブ・ブリテン当時のイギリス空軍戦闘機軍団司令官。空軍大将
- ヘンリー・ティザード - イギリスの科学者で発明家。1933年から1944年まで、航空調査委員会の議長を務めた。
- ヒュー・トレンチャード - RFCの指揮官、のちの空軍参謀総長
- ウィリアム・ジョージ・バーカー - 撃墜王
- キース・パーク - バトル・オブ・ブリテン当時の戦闘機軍団第11グループ司令官。
- アーサー・ハリス - のちのイギリス空軍爆撃機軍団司令官。空軍中将。「ボマー・ハリス」
- ビリー・ビショップ、VC - 第一次世界大戦における大英帝国第1または第2（以下のエドワード・マンコック参照）の撃墜王
- ジョン・ムーア＝ブラバゾン - のちの航空機生産担当大臣（ウィンストン・チャーチル内閣）
- ノエル・スティーヴン・ペインター - のちの爆撃機軍団主任情報将校
- ラヌー・ホーカー、VC、DSO - イギリス最初の撃墜王。レッド・バロン、マンフレート・フォン・リヒトホーフェンに撃墜されて戦死。
- サー・チャールズ・ポータル - 第二次世界大戦のほとんどの期間における空軍参謀総長。
- アルバート・ボール、VC - 撃墜王（44機）
- ドナルド・マクラレン - 撃墜王
- ジェームズ・マッカデン、VC - 撃墜王（57機）
- ジョージ・マッケルロイ - 撃墜王
- トラフォード・リー＝マロリー - のちの戦闘機軍団司令官。登山家ジョージ・マロリーの弟
- エドワード・マンコック、VC - 大英帝国第1の撃墜王としてしばしば挙げられるが、そのスコアについては異論がある。

### 軍人として以外に著名な人物
- ミック・オブライアン - フットボール選手
- ウィリアム・カッション - 空軍少将。のちのBOAC役員。
- ヴァーノン・キャッスル - 著名な競技ダンサー
- O・G・S・クロフォード - のちのイギリス地形測量局の官吏で考古学者。考古学に空中写真を応用した。
- W・E・ジョンズ - 航空冒険小説Bigglesシリーズの作者
- ウィリアム・スティーブンスン - 第二次世界大戦中の在米イギリス諜報調整局（British Security Coordination）の長。CIAの設立の中心人物であり、アメリカ合衆国市民以外で初めて大統領自由勲章を受章した。
- サー・チャールズ・キングスフォード・スミス - オーストラリアの航空パイオニア。1928年、フォッカー3発単葉機「サザンクロス」号で初の太平洋横断飛行を行った。初の西から東への大西洋横断飛行や、サザンクロス号による初のタスマン海横断飛行も行っている。彼はまた、イングランドからオーストラリアへ、またはその逆コースの単独飛行に関して数多くの記録を作った。
- ロバート・スミス＝バリー - 操縦士訓練を体系化し、飛行訓練カリキュラム（ゴスポートシステム）を確立した。このカリキュラムはその後全世界に普及した。
- チャールズ・ゴルトン・ダーウィン - 物理学者、王立協会会員、チャールズ・ダーウィンの孫
- ジョージ・トレフガーン - 初代トレフガーン男爵。労働党政治家。デイリー・ディスパッチ紙編集者。
- ジャック・ホブズ - クリケット選手
- フランシス・ピーボディ・マグーン - ハーバード大学教授。1918年に従軍十字賞（Military cross）を受章した。
- オズワルド・モズレー - イギリスファシスト連合の創始者
- セシル・ルイス - 映画「スカイエース」の原案となったSagittarius Risingの著者
- ジョン・レナード＝ジョーンズ - 数学者

## RFCの登場する作品
- 『地獄の天使（Hell's Angels）』 - ハワード・ヒューズ監督、ジーン・ハーロウ主演の1930年の映画
- The Dawn Patrol - エロール・フリン、バジル・ラスボーン、デヴィッド・ニーヴン主演の1938年の映画
- The Last Flight - 1959年のTVシリーズ「トワイライト・ゾーン」）の第18話
- 『スカイエース（Aces High）』 - 1976年の映画

## 参考資料
- Barker, Ralph (2002). The Royal Flying Corps in World War I. Robinson. ISBN 1-84119-470-0
- Drew, George A. (1930). Canada's Fighting Airmen. MacLean
- Lee, Arthur Gould (1968). No Parachute. Harrolds